# Burnin'
Burnin' es el sexto álbum de estudio de The Wailers, es el último álbum en contar con los miembros fundadores del grupo Peter Tosh y Bunny Wailer, aquí se encontrarían canciones que se convertirían en clásicos de Bob Marley con The Wailers como "Get Up, Stand Up" y "I Shot the Sheriff" (canción que sería popularizada por Eric Clapton un año después).
La gira promocional de este álbum comenzó en Homestead, Florida, a mediados de octubre de 1973, y terminó en Northampton, Inglaterra, a fines de noviembre. Bunny Wailer, que no había participado en la etapa estadounidense del Catch a Fire Tour, fue reemplazado por Joe Higgs. Los primeros cuatro shows de la segunda etapa de la gira en Inglaterra habían sido cancelados debido a una enfermedad de Tosh. La gira terminó en Northampton, en el Northampton College de educación superior, Inglaterra. El resto de la gira se canceló debido a una fuerte nevada, tras el término de la gira, Peter Tosh se retiró del grupo y el grupo quedó inactivo por un corto periodo.
Durante la gira, se hicieron algunas grabaciones cruciales de Bob Marley y los Wailers; la aparición en los Capitol Studios se grabó en video y se utilizó para varias películas documentales. La aparición en Sausalito's Récord Plant había sido transmitida en vivo por KSAN y luego lanzada oficialmente en el álbum Talkin 'Blues. Además, las apariciones en Top of the Pops de la BBC y en la Universidad de Leeds también se grabaron y luego se lanzaron oficialmente en el segundo disco de la edición de lujo del álbum Burnin '.
El álbum llegó al número 151 y 41 en el Billboard 200 y Black Álbumes respectivamente, en 2003 el álbum fue clasificado en el número 319 de la lista de los 500 Mejores Álbumes de todos los tiempos de la revista Rolling Stone.

## Listado de canciones

### Cara A
1. "Get Up, Stand Up" (Bob Marley, Peter Tosh) – 3:15
2. "Hallelujah Time" (Jean Watt) – 3:27
3. "I Shot the Sheriff" (Marley) – 4:39
4. "Burnin' and Lootin'" (Marley) – 4:11
5. "Put It On" (Marley)  – 3:58

### Cara B
1. "Small Axe"  (Marley) - 4:00
2. "Pass It On"  (Watt) - 3:32
3. "Duppy Conqueror"  (Marley) - 3:44
4. "One Foundation"  (Tosh) - 3:44
5. "Rastaman Chant"  (Marley, Tosh, Neville Livingston) - 3:43

### Pistas adicionales
1. "Reincarnated Souls" (Livingston) - 4:01
2. "No Sympathy" (Tosh) - 3:08
3. "The Oppressed Song" (Livingston) - 3:16

### Edición De lujo CD 1 (Bonus Tracks)
1. "Get Up, Stand Up" (pista alternativa no lanzada) (Marley, Tosh) - 3:42
2. "Get Up, Stand Up" (versión sencillo no lanzada) (Marley, Tosh) - 3:11

### Edición de lujo CD 2 (concierto en vivo en La Universidad de Leeds, 23 de noviembre de 1973)
1. "Duppy Conqueror" - 6:03
2. "Slave Driver"  - 4:59
3. "Burnin' and Lootin'"  - 8:29
4. "Can't Blame the Youth" (Tosh) - 5:08
5. "Stop That Train" (Tosh) - 3:57
6. "Midnight Ravers"  - 6:29
7. "No More Trouble"  - 6:59
8. "Kinky Reggae"  - 5:56
9. "Get Up, Stand Up" (Marley, Tosh) - 6:15
10. "Stir It Up"  - 7:25
11. "Put It On" - 4:29
12. "Lively Up Yourself" - 13:35

## Créditos
- Bob Marley - Voz, guitarra
- Peter Tosh - Voz, guitarra, teclados
- Bunny Wailer - Voz, percusión
- Aston Barrett - Bajo
- Carlton Barrett - Batería
- Earl Lindo -  Teclados
- Chris Blackwell - Productor
- Tony Platt - Ingeniero
- Phill Brown - Ingeniero

- Datos: Q852213